# Rimma Szumska
Rimma Fiedotowna Szumska (ros. Римма Федотовна Шумская, ur. w 1920 w Moskwie, zm. ??) – radziecka lekkoatletka, dyskobolka, wicemistrzyni Europy z 1950.
Zdobyła srebrny medal w rzucie dyskiem na mistrzostwach Europy w 1950 w Brukseli, przegrywając jedynie z koleżanką z reprezentacji ZSRR Niną Dumbadze.
Zdobyła brązowy medal w tej konkurencji na Akademickich Mistrzostwach Świata (UIE) w 1951 w Berlinie.
Była wicemistrzynią ZSRR w rzucie dyskiem w 1947 oraz brązową medalistką w 1950 i 1952. Startowała w klubie Krylja Sowietow Moskwa.
Rekord życiowy Szumskiej w rzucie dyskiem wynosił 48,85 m (1952), a w pchnięciu kulą 12,86 m (1949).
Jej mężem był Wiktor Tutewicz, lekkoatleta, później trener, doktor nauk technicznych.